# Dirfys: Dasos Stenis - Delfi
Dirfys: Dasos Stenis - Delfi este o arie protejată (arie specială de conservare — SAC, sit de importanță comunitară — SCI) din Grecia întinsă pe o suprafață de 1.360,08 ha, integral pe uscat.

## Localizare
Centrul sitului Dirfys: Dasos Stenis - Delfi este situat la coordonatele 38°35′41″N 23°51′40″E / 38.594632°N 23.861188°E.

## Înființare
Situl Dirfys: Dasos Stenis - Delfi a fost declarat sit de importanță comunitară în august 1996 pentru a proteja 1 specie de plante și 1 specie de animale. Situl a fost protejat și ca arie specială de conservare în martie 2011.

## Biodiversitate
Situată în ecoregiunea mediteraneană, aria protejată conține 10 habitate naturale: Râuri mediteraneene cu debit intermitent, cu specii de Paspalo-Agrostidion, Lande oro-mediteraneene cu formațiuni endemice de grozamă, Matorral arborescenți cu Juniperus spp., Sarcopoterium spinosum phryganas, Grohotișuri est-mediteraneene, Pante stâncoase calcaroase cu vegetație casmofită, Păduri panonice-balcanice de stejar turcesc - stejar sesil, Păduri de Castanea sativa, Păduri de Platanus orientalis și Liquidambar orientalis (Platanion orientalis), Păduri de pin mediteraneene cu pini mezogeni endemici.
La baza desemnării sitului se află mai multe specii protejate:
- plante (1): Nepeta argolica subsp. dirphya
- reptile (1): țestoasă bănățeană (Testudo hermanni)

Pe lângă speciile protejate, pe teritoriul sitului au mai fost identificate 29 de specii de plante, 3 specii de amfibieni, 2 specii de mamifere, 4 specii de reptile.